# Júlio Cézar (dublador)
Júlio Cézar Barreiros, conhecido também por Júlio Cézar (Rio de Janeiro, 5 de agosto de 1952 — Rio de Janeiro, 3 de julho de 2014), foi um ator e dublador brasileiro. Veterano da área, foi conhecido como a voz oficial de diversos personagens como Indiana Jones (Harrison Ford), Homer Simpson (2ª voz -  8ª a 14ª temporada) em Os Simpsons, fazendo assim parte da Lista de dubladores de Os Simpsons, também dublou RoboCop, Destruidor em Tartarugas Ninja e o pai de Ferris Bueller em Curtindo a Vida Adoidado, além de cantar a música de abertura do desenho O Máskara.

## Biografia
Júlio Cézar Barreiros nasceu em 1952, na cidade do Rio de Janeiro e era ator desde 1974, aos 20 anos, em dublagem entrou na empresa Herbert Richers em 1980, com 28 anos, e dublou até sua morte, em 2014.
Na carreira, dirigiu e dublou as versões brasileiras de filmes em empresas como VTI Rio, além de dublar nas empresas Peri Filmes, Herbert Richers, Telecine, Delart, Wan Macher, Cinevideo, Audio Corp, Audio News, Som de Vera Cruz e Double Sound. Júlio Cézar foi o diretor de produção do estádio VTI Rio. "Ele foi um dos pioneiros da dublagem brasileira, isso nos enche de orgulho", disse o sobrinho, Caio Barbieri.
Júlio Cézar, de 61 anos, morreu na madrugada de 3 de julho de 2014, após ter sido encaminhado ao Hospital Souza Aguiar, no Centro do Rio, segundo familiares. A informação foi confirmada pela Secretaria Municipal de Saúde.
Ainda de acordo com parentes do dublador, ele sofreu um acidente vascular embólico no aparelho digestivo e não resistiu após várias tentativas da equipe médica. Ele teria sofrido com uma insuficiência dos órgãos, por causa de uma hemorragia gástrica.
Júlio Cézar deixou três filhas e uma esposa. Foi enterrado no cemitério de São João Batista, em Botafogo, Zona Sul do Rio.

## Lista de trabalhos
- Voz Oficial do ator Harrison Ford
- Capitão Bóing em DuckTales (dublagem Herbert Richers) e DuckTales, o Filme: O Tesouro da Lâmpada Perdida
- Monge em Diablo III
- Homer Simpson/Abraham Simpson (5º episódio da temporada 8 ao último episódio da temporada 14) em Os Simpsons
- Sr. Burns (3ª dublagem) em Os Simpsons.
- Ranzinza, de "Os Smurfs".
- Buddy Revell em Three O'Clock High (Te Pego Lá Fora)
- Indiana Jones em Indiana Jones: Os Caçadores da Arca Perdida (1ª dublagem), Indiana Jones: No Templo da Perdição (1ª dublagem), Indiana Jones: E a Última Cruzada (1ª dublagem) e Indiana Jones: E o Reino da Caveira de Cristal (1ª dublagem)
- Destruidor em Tartarugas Ninja (desenho de 1987)
- RoboCop em RoboCop
- Leônidas em 300 (filme)
- Esqueleto (2ª voz) em He-Man
- Ringo Starr em Yellow Submarine (2ª dublagem)
- Richard Vernom (Paul Gleason) em Clube dos Cinco (1ª dublagem)
- Hikaru Sulu em Jornada nas Estrelas: A Ira de Khan
- Abin Sur em Justice League: The New Frontier
- Moleza em Rickety Rocket
- Carson em The Man with One Red Shoe
- Pai de Sara em Cavalo de Fogo
- Fera em X-Men: Evolution (1ª voz)
- Capitão Etienne Navarre em O Feitiço de Áquila
- Professor Cardoso (Paul Gleason) em A Droga da Obediência
- Chuck Norris em Vingança Forçada
- Errol Flynn em As Aventuras de Robin Hood
- Aquático em He-Man and the Masters of the Universe
- Zachary Foxx em Galaxy Rangers
- Tenente Harris em Loucademia de Polícia
- Jake em Centurions
- Viper em Top Gun
- Galvatron em Transformers
- Ergo em Krull
- Flint em Comandos em Ação
- Multi-Homem em Os Super Globetrotters
- George Henderson no filme Harry, um Hóspede do Barulho
- Remo em Remo - Desarmado e Perigoso
- Sargento Barnes em Platoon
- Tom Bueller em Curtindo a Vida Adoidado
- Nordberg em Corra que a Polícia Vem Aí 33 1/3
- Cenarius em World of Warcraft: Cataclysm
- Avô em A Turma do Bairro: Operação Z.E.R.O.
- Enormossauro em Ben 10: Força Alienígena
- Eradicus (Primeira voz) em Yin Yang Yo!
- Tim Lockwood em Tá Chovendo Hambúrguer (substituído por Mauro Ramos no segundo filme)